# Der Hauptmann von Köln
Der Hauptmann von Köln ist eine deutsche Politsatire der DEFA von Slatan Dudow aus dem Jahr 1956.

## Handlung
Der frühere Oberkellner Hans Albert Hauptmann ist arbeitslos, mittellos und nach einer kurzen Auseinandersetzung mit seiner Vermieterin wohnungslos. Nur sein Koffer mit zahlreichen Aufklebern aus verschiedenen Ländern bleibt ihm und der Hinweis seines besten Freundes, sich doch am Abend als Aushilfskellner im Hotel „Prinz Regent“ zu bewerben. Dort treffen sich ausgezeichnete Teilnehmer des Zweiten Weltkriegs, verkappte Altnazis, denen sich Hans Albert als „Hauptmann, Albert“ vorstellt und prompt als Hauptmann hofiert wird. Zudem wird er schon bald mit dem verdienten, aber als tot geltenden Hauptmann Albert verwechselt und daher als Ehrengast behandelt. Auch der Bürgermeister erfährt vom Wiederauftauchen des eigentlich als Kriegsverbrecher gesuchten Hauptmanns und verschafft ihm einen Posten als Direktor der Montan AG, obwohl Hans Albert viel lieber wieder als Kellner arbeiten und mehr Zeit mit der Kosmetikerin Hannelore verbringen würde.
Der wirkliche Hauptmann Albert lebt unterdessen unter dem angenommenen Namen Hans Karjanke bei seiner vorgeblichen Witwe Adele. Um vor Strafverfolgung sicher zu sein, geht er sogar so weit, den Tod Hauptmann Alberts 1945 auf dem Schlachtfeld zu beeiden. Kurze Zeit später heiratet er als Hans Karjanke Adele und glaubt, nun ein neues Leben führen zu können. Doch schon auf der Hochzeitsfeier erfährt er, dass ein vermeintlicher Hauptmann Albert Karriere macht. Ein Besuch Adeles bei Hans Albert macht diesen panisch, doch nur kurz. Da Hans Albert ein Gespür für die Integration des Kriegswesens in das Alltagsleben hat – so will er zum Beispiel Schokoladenkanonen an Kinder austeilen lassen – wird er zum Bundestagsmitglied ernannt. Als „heimgekehrter Kriegsverbrecher“ ist es seine Aufgabe, eine Generalamnestie für die sogenannten „U-Boote“ zu erlassen, also Männer, die aus Angst vor Strafverfolgung wegen Kriegsverbrechen unter falschem Namen leben. Tatsächlich gelingt es Hans Albert, die Amnestie durchzubringen.
Hauptmann Alberts große Stunde ist nun gekommen. Zwar wird er zunächst als Hochstapler festgenommen, kann sich jedoch aufgrund seiner inzwischen aufgrund der Amnestie freigelassenen ehemaligen Kriegskameraden als wahrer Hauptmann Albert durchsetzen. Hans Albert wird kurz vor der Hochzeit mit der Industriellentochter Pferdeapfel festgenommen. Vor Gericht kann er keine Kriegsverbrechen vorweisen, die ihn zu einer Amnestie berechtigen würden. Er wird zu fünf Jahren Gefängnis verurteilt – eben weil er kein Kriegsverbrecher ist, wie Hannelores neuer Freund nach einem Blick in die Zeitung feststellt.

## Produktion
Der Hauptmann von Köln wurde im Studio gedreht und erlebte am 7. Dezember 1956 im Berliner Kino Babylon seine Premiere. Im folgenden Jahr erhielten Henryk Keisch, Michael Tschesno-Hell und Slatan Dudow für das Drehbuch, das 1956 im Henschel-Verlag als Filmtext erschien und später auch auf Theaterbühnen aufgeführt wurde, den Nationalpreis II. Klasse.
Die Filmbauten stammen von Oskar Pietsch.
Das Drehbuch beruht auf zwei wahren Begebenheiten, die satirisch überspitzt wiedergegeben wurden: In der „Affäre Dr. Richter“ setzte sich Dr. Richter als Vorsitzender der „Sudetendeutschen Landsmannschaft“ und Bundestagsabgeordneter für eine Amnestierung von nach 1945 untergetauchten Kriegsverbrechern ein, zu denen er als Fritz Rößler und Reichshauptstellenleiter in der Reichspropagandaleitung selbst gehörte. Wie Albert im Film hatte auch Dr. Richter seine eigene Witwe geheiratet. Im anderen Fall war ein vermeintlicher Spätheimkehrer und Kriegsverbrecher in Bad Kreuznach erschienen und dort von Gleichgesinnten hofiert worden, bevor sich herausstellte, dass er ein einfacher Bäckerlehrling war.

## Kritik
Die Zeit befand 1957:

„Das Thema ist dankbar, der Film notwendig, aber es wäre besser, wenn man sich in der Bundesrepublik dazu aufgerafft hätte; denn in vielem ‚stimmt‘ der Film. Durch seine Verallgemeinerungen und einige sehr plumpe Szenen allerdings weist er sich als propagandistische Sonderleistung jener Leute aus, die anderen gern Wagenladungen voll Pfeffer ins Essen schütten, bei sich zu Haus aber den, der nur eine Prise Salz in die Suppe streut, als Brunnenvergifter hinter Schloß und Riegel bringen.“

Ralf Schenk schrieb zusammenfassend, dass im Film „der Falsche vor Gericht gezerrt [wird], der Echte findet Einlaß in allerhöchste Kreise: eine bittere Farce mit grimmigen kabarettistischen Überspitzungen.“
Für den Filmdienst war Der Hauptmann von Köln „eine schnörkellos und geradlinig inszenierte Satire, die engagiert eine klare politische Stellung gegen militärische und faschistische Tendenzen in der Bundesrepublik Deutschland bezieht. Solide inszeniert, überzeugend gespielt, zwangsläufig parteiisch in seiner konsequenten Haltung gegenüber dem kapitalistischen Rivalen“.
Cinema nannte den Film eine „nicht immer treffsichere Gegenwartssatire“.